# مظفر بختیار
مظفر بختیار (زادهٔ ۲۸ آذر ۱۳۲۲ دزک چهارمحال و بختیاری - درگذشتهٔ ۲۳ مرداد ۱۳۹۴)، استاد دانشگاه تهران، ادیب، ایران‌شناس، فرهنگ‌شناس، نسخه‌شناس، نقاش و مترجم بود.

## زندگی
وی در سال ۱۳۲۲ در خانواده‌ای فرهنگ‌دوست در روستای دزک چهارمحال و بختیاری زاده شد. وی فرزند منوچهر بختیار و مهیندخت بختیار است. از سوی پدر، نوه لطفعلی خان امیر مفخم بختیاری و فتحعلی خان سردار معظم بختیاری است و از سوی مادر، نوه دوست‌محمد معیرالممالک و حسن مستوفی (میرزا حسن مستوفی الممالک) می‌باشد. علی‌اکبر دهخدا در زمان جنگ جهانی اول بیش از ۲ سال در عمارت مجلل پدری وی در دزک - واقع در ۳۲ کیلومتری شهرکرد - اقامت داشت. دهخدا در این دوره با استفاده از کتابخانه امیرمفخم نخستین یادداشت‌های لغت‌نامهٔ خود را نوشت
همچنین ایشان دارای دو فرزند به نام‌های اورمزد و زروان بختیار است.

### تحصیلات
وی تحصیلات ابتدایی و متوسطه را در دبیرستان ادب و سعدی در اصفهان به پایان رسانید و در سال ۱۳۴۲ شمسی در رشته زبان و ادبیات فارسی در دانشگاه تهران پذیرفته شد، وی دوره کارشناسی را با احراز رتبه اول به پایان رسانید. وی در سال ۱۳۴۷ در مقطع کارشناسی ارشد رشته زبان و ادبیات فارسی دانشگاه تهران پذیرفته شد و این دوره را با احراز رتبه اول و دانشجوی ممتاز به پایان رساند و در سال ۱۳۵۵ به دریافت درجهٔ دکتری زبان و ادبیات فارسی از دانشگاه تهران نائل گردید.
وی در سال ۱۳۴۴ در حالی که هنوز دانشجو بود، به پیشنهاد ذبیح‌الله صفا رئیس وقت دانشکده ادبیات و تصویب شورای دانشکده، به تدریس «تاریخ ادبیات» در آن دانشکده پرداخت و در سال ۱۳۴۵ به عنوان مربی رسمی تمام وقت مشغول به کار شد. در سال ۱۳۵۰ از سمت مربی به رتبهٔ استادیار، در سال ۱۳۵۵ به رتبهٔ دانشیار و در سال ۱۳۸۸ به رتبهٔ دانشگاهی استاد تمام ارتقاء یافت.
وی در سال ۱۳۴۵ به دریافت نشان درجه اول دانش نائل آمد.
وی چندین سال از طرف دانشگاه تهران در دانشگاه پکن مشغول به تدریس و تحقیق بود. در سال ۱۳۷۵ به دلیل انجام فعالیت‌های فراوان و انتشار آثار مهم دربارهٔ چین‌شناسی و مطالعهٔ فرهنگ شرق دور از طرف دانشگاه پکن به‌عنوان استاد ممتاز دانشگاه پکن برگزیده و موفق به دریافت منشور ویژهٔ این دانشگاه شد.

### سوابق علمی و تحقیقاتی
بختیار در تدوین اطلس تاریخی ایران به دو زبان فارسی و انگلیسی سهم عمده داشته و کتاب ایرانش به شش زبان دنیا ترجمه شده‌است همچنین کتاب «ایران پل فیروزه» با عکاسی‌های رولوف بنی، عکاس شهیر کانادایی، از آثار وی، به شش زبان دنیا ترجمه شده‌است. وی تألیف نی نامه اثر جامی، نفیس‌ترین نسخه هنری فارسی در جهان، که در انتشارات مرکز نشر دانشگاهی به چاپ رسیده را نیز در کارنامهٔ خود دارد.

### خدمات اجرایی دانشگاهی
وی از سال ۱۳۶۹ به عنوان استاد اعزامی دانشگاه تهران در دانشگاه پکن به مدت ۵ سال به تدریس در کرسی زبان و ادبیات فارسی و ادارهٔ مؤسسهٔ ایران‌شناسی دانشگاه پکن پرداخت و نسلی از پژوهشگران زبان و ادبیات فارسی را در چین پرورش داد. بختیار همچنین از سال ۱۳۷۹ به عنوان استاد اعزامی دانشگاه تهران در دانشگاه هانکوک سئول، به مدت ۲ سال به تدریس در کرسی زبان و ادبیات فارسی پرداخت.
بختیار در مدت تدریس در دانشگاه پکن، تحقیقات میدانی گسترده‌ای که مهم‌ترین آن دربارهٔ کهن‌ترین آثار راه ابریشم می‌باشد را به انجام رساند. مطالعات وی از اهمیت زیادی در حوزه تمدن چین و ایران و نیز میراث معنوی بشر برخوردار است و مورد توجه جهانی قرار گرفت. دودودین مدیر پروژه‌های جهان فرهنگی (بین فرهنگی) سازمان آموزشی، علمی و فرهنگی ملل متحد (یونسکو) و چند نفر از باستان شناسان چینی و ژاپنی متخصصان راه ابریشم، با پیمودن بخش‌های باقی‌مانده از راه ابریشم، علاقه‌مندی جامعه جهانی را به مطالعات در این زمینه ابراز کردند که گزارش آن در نشریه تحقیقاتی راه ابریشم چین به چاپ رسیده‌است.
وی علاوه بر فعالیت‌های علمی و پژوهشی، عهده‌دار برخی خدمات اجرایی دانشگاهی مرتبط با موضوعات پژوهشی نیز بوده‌است. خدمات اجرایی دانشگاهی که وی عهده‌دار بوده‌اند، عبارتند از: مدیر مجله دانشکده ادبیات دانشگاه تهران، مدیر و سردبیر نشریه ایرانشناسی دانشکده ادبیات دانشگاه تهران، مدیر و سردبیر مجله ایرانشناسی نشریه اتحادیه جهانی ایران‌شناسان، مدیر و سردبیر مجله معارف اسلامی نشریه سازمان اوقاف، رئیس کتابخانه دانشکده ادبیات، رئیس انتشارات دانشگاه تهران.
وی به مناسبت آثار و تحقیقات مهم خود در زمینه چین‌شناسی در سال ۱۳۷۴ از دانشگاه پکن به دریافت عنوان «استاد ممتاز دانشگاه پکن» و منشور ویژه آن نائل آمد. مظفر بختیار، نخستین استاد خارجی است که این عنوان را در دانشگاه پکن دریافت کرده‌است. وی چندین سال از طرف دانشگاه تهران در دانشگاه پکن و دانشگاه هانکوک سئول به تدریس و تحقیق اشتغال داشت.
سیدحسین نصر در کتاب «در جستجوی امر قدسی» دربارهٔ شخصیت علمی و فرهنگی وی نوشته‌است: 
«نامی هم از مظفر بختیار به میان بیاورم که استاد ادبیات فارسی است و هم‌اکنون در حوزه روابط چین با ایران کار می‌کند. او نیز از نزدیکان من بود و در چاپ فارسی کتاب ایران پل فیروزه با من همکاری داشت. من او را یکی از مستعدترین محققان جوانتر ادبیات فارسی می‌دانم. او همچون دیگرانی که نامشان گذشت (اعوانی، پورجوادی، حدادعادل) در گروه فلسفه نبود اما بسیار شیفته تلقی من از فرهنگ و فلسفه و اندیشه ایرانی بود».

## آثار
برخی از آثار تألیفی وی عبارتند از: نی نامه، فرقه‌های صوفیه در چین، فرهنگ چینی به فارسی (به ویراستاری وی)، کتاب ایران، شکوه ایران، علف (ترجمه)، آداب فتوت (ترجمه)، مجموعه آثار رضا عباسی، حیاة الطغرایی (به عربی). از وی مقالات علمی و پژوهشی زیادی در نشریات داخل و خارج از کشور به چاپ رسیده‌است.
- «فرقه‌های صوفیه در چین» از انتشارات انجمن تحقیقات تاریخی پاکستان و «فرهنگ چینی به فارسی» تألیف گروهی از انتشارات دانشگاه پکن، از دیگر آثاری است که به اهتمام بختیار منتشر شده‌اند.
- «بررسی نامه نسخه‌های خطی اسلامی در چین» به زبان انگلیسی از دیگر آثار اوست، برای تدوین این بررسینامه حدود ششصد شهر و روستا در سرتاسر کشور چین در چهار سال از نزدیک بررسی شده‌است. ترجمه عربی بررسینامه توسط علوجی استاد دانشگاه قاهره انتشار یافته و به چند زبان دیگر نیز در دست ترجمه است.
- «زندگانی طغرایی» به دو زبان فارسی و عربی، «علف»، «ادب و آداب فتوت» نیز بخش دیگری از آثاری است که با ترجمه وی منتشر شده‌اند.

او دربارهٔ آثاری که به زبان انگلیسی منتشر کرده (مثل کتاب «بررسی نامه نسخه‌های خطی فارسی در چین») می‌گوید: «برخی از این آثار که به انگلیسی منتشر شده‌اند، درصدد بودم که آن‌ها را به خاطر گستره وسیع مخاطبان به انگلیسی بنویسم و منتشر کنم. برخی دیگر از آثار هستند که ناشر تمایل داشته و همکاری کرده و حتی پیشنهاد داده که من پذیرفتم».
«کتاب ایران» از معروف‌ترین آثار مظفر بختیار است (با همکاری سید حسین نصر). بختیار دربارهٔ این کتاب می‌گوید: «این کتاب بیشتر بررسی عناصر فرهنگ ایران زمین است. نظریه ما این است که عناصر فرهنگ ایران از هم تفکیک ناپذیرند. فرهنگ‌های دیرینه و باستانی و فرهنگ‌هایی که اصیل باشند، فرهنگ‌هایی هستند که عناصر آن‌ها از یکدیگر قابل تفکیک نیستند. نقاشی همان حرفی را می‌زند که شعر می‌زند، شعر همان حرفی را می‌زند که خلاقیت‌های حجمی بیان می‌کند. این کتاب بیشتر در این زمینه است و این وضع را نشان می‌دهد؛ یعنی ویژگی‌های فرهنگی ایران را. کتاب «شکوه ایران» مثلاً کتابی بود که ناشر پیشگام شکل‌گیری آن بود و تمایل داشت کتابی چاپ کند که مخاطب آن گروه وسیعی باشند در حد غیرمتخصص که بخواهند دربارهٔ هنر ایران اطلاعاتی کلی داشته باشند.»
کتاب دیگری که مظفر بختیار در شکل‌گیری آن نقش به سزایی داشته‌است «شکوه ایران» نام دارد. این کتاب در سه جلد منتشر شده‌است. شکوه ایران تألیف گروهی از هنرمندان و اهل قلم است که عده‌ای از متخصصان هنر ایران هر کدام در رشته خاصی، فصل‌های مختلف این کتاب را نوشته‌اند. چنانچه مظفر بختیار در این باره می‌گوید: «حسب گرایش خودم مطالب و مقالات خوشنویسی را نوشتم. شکوه ایران کتاب بسیار ارجمندی شده‌است به دلیل اینکه هنر و فرهنگ ایران را در یک نگاه معرفی می‌کند. البته این سه جلد کتاب که در حدود شش هزار صفحه است، بیشتر به هنر ایران می‌پردازد. به هرحال کتاب موفقی شده‌است.»
ناشر شکوه ایران، Booth-cliborn بوس کلیبورن، ناشر معروف آثار هنری در جهان است. این کتاب در ایران به وسیله مرکز نشر دانشگاهی توزیع شده‌است. دربارهٔ این کتاب بختیار می‌گوید: «این کتاب دربارهٔ هنر و فرهنگ ایران و برخی از آداب و رسوم مردم ایران است. فرهنگ و هنر ایران به قدری وسیع است که باز هم حق آن در سه جلد کتاب ادا نمی‌شود. مهم‌ترین عناصر فرهنگ ایران را درنظر گرفته‌ایم که بیشتر روی هنر ایران تأکید شده و در برخی از فصول هم دربارهٔ آداب و سنت‌ها و رسوم مطالبی دارد که منضم به عکس‌های متعددی است. در تألیف این مجموعه نظر بر این بود که بیشتر هنر ایران از دیدگاه ایرانیان دیده و معرفی شود؛ مثلاً سیروس پرهام، پورجوادی و عده دیگری از چهره‌های کارشناس و سرشناس در تألیف و تدوین این کتاب همکاری داشتند».
کتاب دیگری که مظفر بختیار به بازار نشر فرستاده ترجمه‌ای از کتاب «Grass» است که «کوپر» نویسنده و فیلمساز معروف آمریکایی آن را نوشته و بختیار این کتاب را به نام «علف» ترجمه کرده‌است. وی دربارهٔ این کتاب می‌گوید: «به نظر من کتاب بسیار جالبی است. این کتاب از چند جهت قابل توجه است. به دلیل اینکه هم از لحاظ ایران‌شناسی، هم از نظر شناخت ایل بختیاری و هم از این نظر که «علف» یک فیلمنامه است، نخستین فیلم مستندی است که در دنیا تهیه شده‌است. کوپر در سال ۱۹۲۴ / ۱۳۰۴به ایران آمده بود برای تهیه این فیلم مستند. نظرکوپر این بود که سینما می‌تواند بزرگ‌ترین عامل ارتباط و تبادل فرهنگ‌ها در جوامع بشری باشد. کوپر نخستین فیلم مستند دنیا را با عنوان «گراس» از کوچ ایل بختیاری تهیه کرد.»
- «آداب فتوت» کتاب دیگری است که مظفر بختیار آن را ترجمه کرده‌است. این کتاب در واقع رساله‌ای است از «فرانس تشنر»، خاورشناس آلمانی که تخصص‌اش در زمینه فتوت است. این رساله دربارهٔ نوآیین‌ها و بدعت‌هایی است که در آیین فتوت پدید آمد و آیین فتوت را به صورت ابزاری سیاسی در خدمت خلفای عباسی درآورد. این رساله یک بحث تخصصی جالبی است که مخاطبانش عام نیستند. این کتاب سال‌ها پیش چاپ شده بود.
- کتاب «مجموعه آثار رضا عباسی» که مظفر بختیار آن را گردآوری کرده، از غنی‌ترین مجموعه‌های موجود از آثار این نقاش بزرگ است. نکته قابل توجه در این مجموعه دقت به کار گرفته شده، از جانب گردآورنده است، چرا که در دوره صفوی و هم‌زمان با رضا عباسی چند رضای نقاش دیگر هم وجود داشته‌اند که به دلیل شباهت اسمی گاه نقاشی‌هایشان از آثار رضا عباسی قابل تشخیص نیست. بختیار در ۷۲ تصویر موجود در این کتاب سعی کرده آثاری را گردآورد که اصالت آن‌ها کمتر مورد تردید است. او در مقدمه کتاب قول داده بود که مجموعه‌ای نیز از نقاشی‌های دیواری رضا عباسی فراهم آورد که متأسفانه هنوز انجام نشده‌است.

مظفر بختیار در زمینه هنر ایران نیز، هم‌اکنون کتاب «احوال و آثار میرزا غلامرضا اصفهانی» خوشنویس و شاعر و عارف مشهور را به طرزی نفیس در دست چاپ دارد.

### ترجمه‌ها
ترجمه برخی از متون سانسکریت راجع به رامایانا و آتاراواودا و مهاباراتا که با عنوان (برخی از تراجم آثار سانسکریت به فارسی) در: نشریه «معارف اسلامی (سازمان اوقاف)»، فروردین ۱۳۵۰ - شماره ۱۲ به چاپ رسیده‌است، همچنین ایشان به بررسی زبان فارسی در چین نیز پرداخته‌اند که باعنوان مقاله فارسی در چین در مجلهٔ آینده به چاپ رسیده‌است.

### نگاهی به برخی از ویژگی‌های آثار و دیدگاه‌ها
از مهم‌ترین مقالات چین‌شناسی مظفر بختیار مقاله‌ای با عنوان «استیفی» است. کلمه استیفی در متون دوره‌های تانگ و کهن، در اسناد و مدارک چینی آمده‌است، ولی معنی و مفهوم آن دانسته نبود. بختیار با استناد به متون چینی و فارسی ثابت کرد این کلمه تلفظ فارسی واژهٔ «استیفا» از اصطلاحات دیوانی و حسابداری قدیم در ایران است. «لو» رئیس انجمن تاریخ چین و «چاو هوا شنگ» رئیس مرکز تحقیقات راه ابریشم چین در نوشته‌های خود این مقاله را یکی از مهم‌ترین مقاله‌های مربوط به تاریخ ایران و چین و مشکل گشای بسیاری از تحقیقات چین، ایران و ژاپن‌شناسی دانسته‌اند. به مناسبت نوشتن این مقاله از طرف موسسات علمی و پژوهشی چین، تقدیرنامه‌های بسیار برای بختیار ارسال شد.
World Survey of Islamic Mss, China)بررسینامه نسخه‌های خطی اسلامی در چین (به زبان انگلیسی از دیگر آثار اوست. برای تدوین این بررسینامه حدود ششصد شهر و روستا در سرتاسر کشور چین، طی چهار سال از نزدیک بررسی شده‌است. ترجمه عربی بررسینامه توسط علوجی استاد دانشگاه قاهره انتشار یافته و به چند زبان دیگر نیز در دست ترجمه است.
کتاب «ایران پل فیروزه» از معروف‌ترین آثار مظفر بختیار (با همکاری سید حسین نصر) است. این کتاب بیشتر بررسی عناصر حجمی و معنوی فرهنگ ایران زمین است. نظریهٔ مؤلف این است که عناصر فرهنگ ایران از هم تفکیک ناپذیرند.
وی همچنین عهده‌دار تهیه و استخراج فهرست‌های دیوان شمس زیر نظر استاد بدیع الزمان فروزانفر بوده‌است.
یکی از مقالات وی با موضوع بررسی ریشه‌های تاریخی آرم دانشگاه تهران، موجب شد از تغییر نشان تاریخی دانشگاه تهران انصراف حاصل شود.

## عناوین و افتخارات علمی
مظفر بختیار به مناسبت آثار و تحقیقات مهم خود در زمینه چین‌شناسی در سال ۱۳۷۵ از دانشگاه پکن به دریافت عنوان «استاد ممتاز دانشگاه پکن» و منشور ویژه آن نائل آمد. وی چندین سال از طرف دانشگاه تهران در دانشگاه پکن و دانشگاه هانکوک سئول به تدریس و تحقیق اشتغال داشت.